# 粟生津駅
粟生津駅（あおうづえき）は、新潟県燕市下粟生津にある、東日本旅客鉄道（JR東日本）越後線の駅である。

## 歴史
- 1914年（大正3年）7月20日：越後鉄道の停留場として開設（西吉田 - 地蔵堂間に増設）[2]。
- 1916年（大正5年）6月20日：停車場（駅）に昇格[3]。貨物扱い開始？[3]。
- 1927年（昭和2年）10月1日：越後鉄道が国有化[3]。国鉄越後線となる[4]。
- 1970年（昭和45年）
  - 10月1日：貨物の扱いを廃止[3]。
  - 11月13日：新駅舎の使用を開始[5]。
- 1982年（昭和57年）5月31日：荷物の扱いを廃止[3][6]。CTC導入に伴い[7]、駅員無配置駅となる[8]。
- 1987年（昭和62年）4月1日：国鉄分割民営化により、東日本旅客鉄道（JR東日本）の駅となる[3]。

## 駅構造
単式ホーム1面1線を持つ地上駅である。以前は島式ホーム1面2線となっていたが、既に交換設備は撤去されている（撤去時期は不明だが、1981年〈昭和56年〉時点では既に撤去されていた）。
燕三条駅管理の無人駅となっている。駅舎内は待合室としての機能のみで、ベンチ、トイレが設けられている。また、駅舎横には公衆電話が設置されている。かつては有人駅で、簡易委託駅として営業していたが、無人化後に出札窓口は封鎖され、掲示スペースとして使用されている。このほか、駅構内にはボタン式の簡易型自動券売機が設置されていたが、2016年（平成28年）1月26日をもって撤去され、乗車駅証明書発行機に交換された。

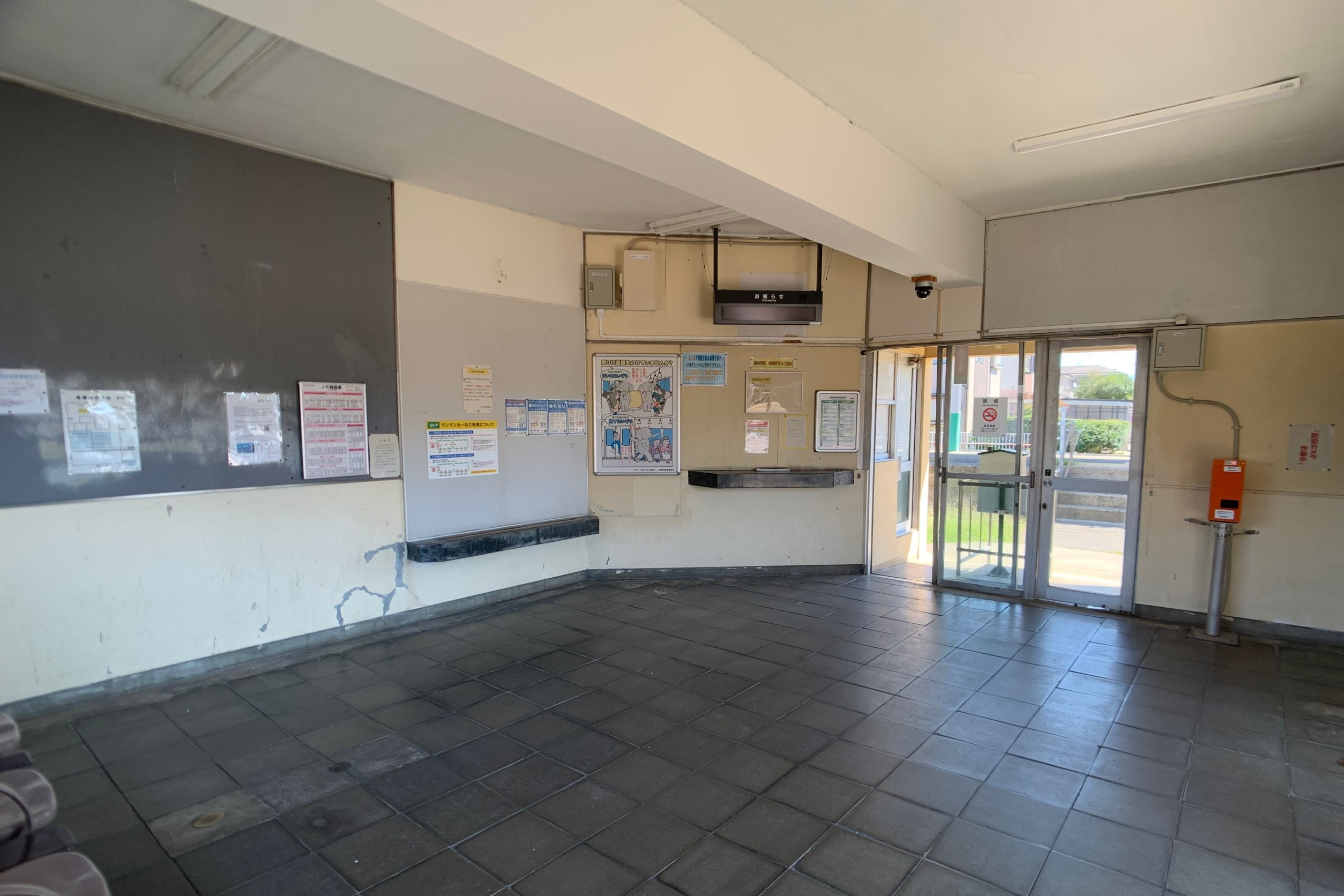
駅舎内（2021年9月）
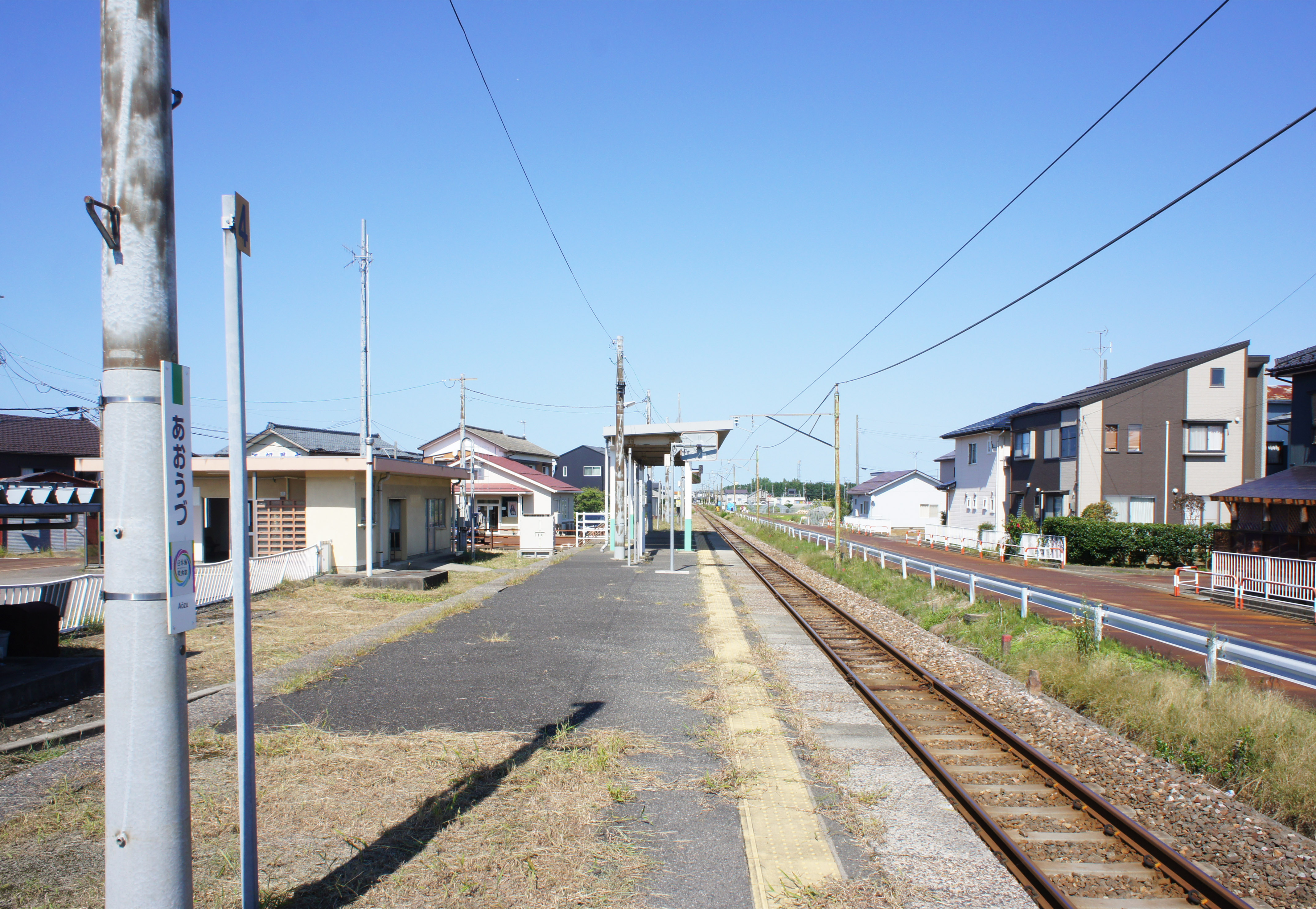
ホーム（2021年9月）

## 駅周辺
- 燕市立粟生津小学校
- 粟生津公民館・粟生津体育文化センター
- 北越工業 新潟本社・工場
- オリロー 新潟工場
- セブンイレブン 下越吉田粟生津店
- 国道116号
- 燕市長善館史料館

## バス路線

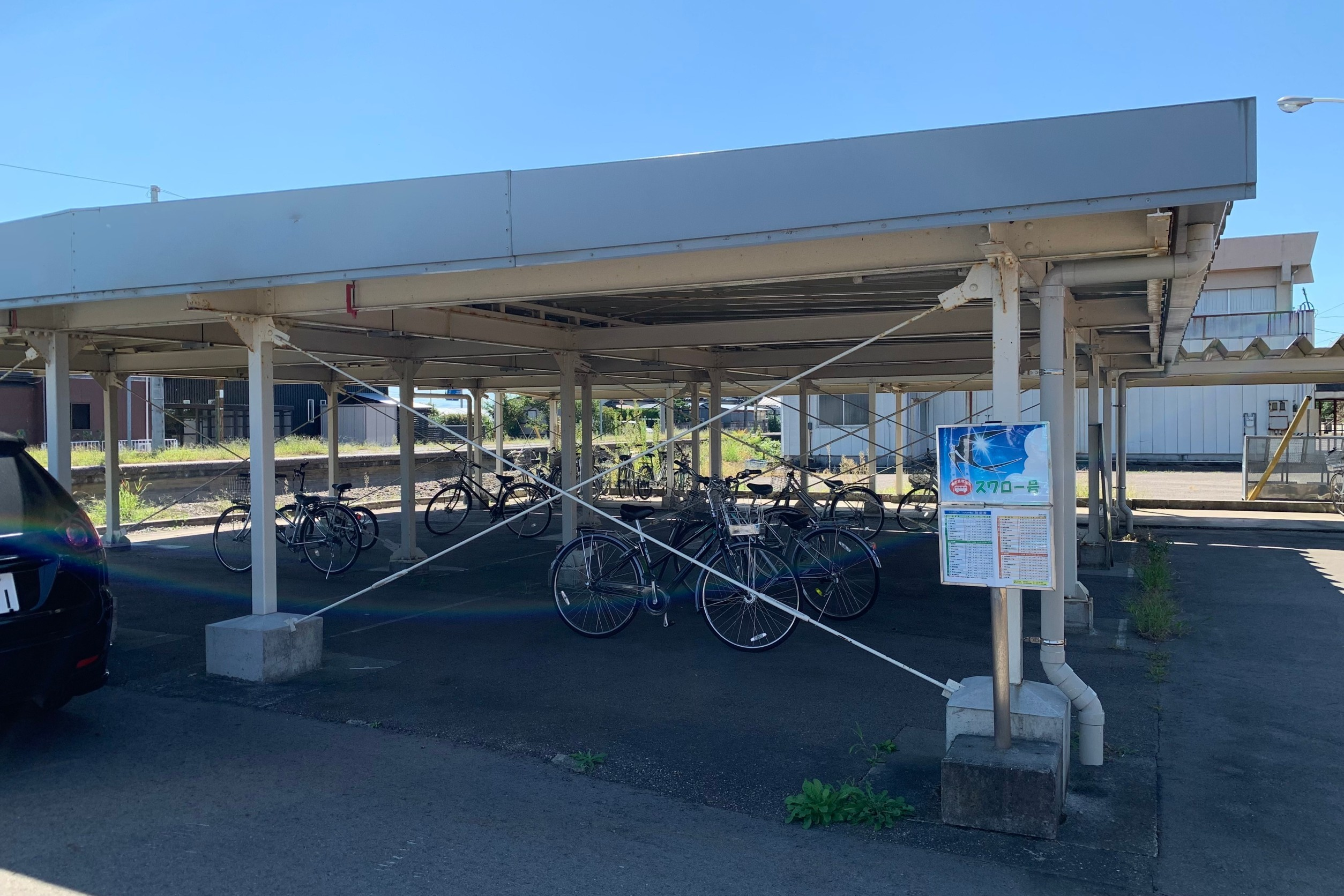
燕市循環バス「スワロー号」のバス停と駐輪場（2021年9月）

当駅発着の一般路線バスは運行されていないが、コミュニティバスが1路線あり、燕市が事業を実施している「燕市循環バス」（スワロー号）が2024年（令和6年）3月改正時点では平日5往復運行されている。
「粟生津駅」バス停にて発着しており、長辰方面や燕三条駅方面へと結んでいる。なお、休日・年末年始は全便運休となる。

## 隣の駅
東日本旅客鉄道（JR東日本）
■越後線
分水駅 - 粟生津駅 - 南吉田駅